# Gjin Progoni

Gjin Progoni fue un arconte (señor) de Kruja en el Principado de Arbanon (actual Albania) desde la muerte de su padre Progon hacia 1198 hasta su propia defunción en 1208, convirtiéndose en el segundo gobernante de la Casa de Progon. Fue sucedido por su hermano menor Demetrio.